# توماس فالون
توماس فالون (بالإنجليزية: Thomas Fallon)‏ هو سياسي أمريكي، ولد في 1825، وتوفي في 1885.